# 永井智子
永井 智子（ながい ともこ、1908年 - 1992年11月2日）は、アルト歌手。作家永井路子の実母。太平洋戦争末期の空襲逃避行に、当時の夫菅原明朗と共に老永井荷風を帯同し、身辺の面倒をみた。

## 経歴
茨城県古河市の永井家に生まれる。茶、陶漆器をあきなう旧家。小学校卒業後、東京の女学校に学び、続いて私立の音楽学校に進む。
1925年（大正14年）3月、永井擴子（筆名永井路子）を、東京市本郷区で出産。1927年、夫、来島清徳と死別し、のち画家と再婚した。
1927年、日本放送協会の放送オペラに出演し、また、1929年ころから、流行歌のレコードを吹き込む。ムーラン・ルージュ、浅草松竹座のエノケン一座を経て、浅草オペラ館に迎えられる。
エノケン一座にいた1935年、その会報誌に「私の好きな歌手」を連載した。また1938年、浅草オペラ館の楽屋に現れて踊子の写真を撮りまくる「写真のおじいさん」を、永井荷風その人と直感したという。その1938年5月17日より10日間、永井荷風 - 菅原明朗のオペラ「葛飾情話」の主役を勤め、その縁で菅原と、それぞれの家庭を捨てて不倫の形で結婚する。
1945年夏、太平洋戦争末期の空襲を、菅原と明石へ、ついで岡山市へ逃げ、帯同した66歳の永井荷風の面倒を見る。戦後一女を得る。
60歳ころ、菅原明朗と離婚。晩年、後進に発声法を教える。
1992年（平成4年）11月2日、84歳で没。遺品中に、「葛飾情話」のピアノスコアがあった。
作詞、作曲、編曲の記録もある。

## 出演記録
- 1927年：7月20日、東京放送局の放送オペラ、ヴェルディの『リゴレット』。8月19日、サリヴァンの『軍艦ピナフォア』。
- 1938年：5月、永井荷風 - 菅原明朗のオペラ『葛飾情話』の主役、浅草オペラ館。8月29日、深尾須磨子 - 菅原明朗の「落葉の歌」（のち「みのりの歌」と改題）の初演放送、JOBK。
- 1942年：4月17日、金子多代独唱会を賛助、日本青年館、『アイーダ』、『ジョコンダ』。7月5日、芸能音楽鑑賞会第1回公演、産業会館。9月14日、松竹交響楽団定期演奏会、日比谷公会堂、オネゲルの『ダヴィデ王』の日本初演。（指揮、菅原明朗）
- 1952年：初来日したバリトン歌手ゲルハルト・ヒュッシュの「魔笛」。
- 1959年：6月6日、ヴェルディの『オテロ』より「柳の歌」、同志社大マンドリンクラブ、55回、創立50周年、大阪毎日ホール。（指揮、菅原明朗）
- 1977年：10月2日：「道づれ」、ヤマハ音楽振興会、つま恋エキジビションホール。

## 吹込み記録
| 年   | 月 | 曲名                   | 共演       | 作詞             | 作曲       | 会社 |
| ---- | -- | ---------------------- | ---------- | ---------------- | ---------- | ---- |
| 1929 | 9  | 陽気な唄               | --         | 時雨音羽         | 佐々紅華   | Vic. |
| 1931 | 9  | おしまの唄             | --         | 畑喜代司         | 池田不二男 | Par. |
| 1931 | 10 | 船唄                   | --         | --               | --         | Par. |
| 1931 | 10 | ボルガ行進曲           | 中野耕之助 | --               | --         | Par. |
| 1932 | 1  | 時雨に濡れた恋の歌     | --         | --               | --         | Par. |
| 1932 | 1  | 六さん節               | --         | サトウ・ハチロー | 松浦まこと | Pol. |
| 1932 | 3  | あたい一人ぢゃ淋しいの | --         | 平山みのる       | 田中良三   | Pol. |
| --   | -- | 送る紅葉               | --         | 時雨音羽         | 中山晋平   | --   |
| --   | -- | 潮の逢瀬               | --         | 時雨音羽         | 中山晋平   | --   |
| 1938 | 9  | 私は一人物思い         | 波岡惣一郎 | 永井荷風         | 菅原明朗   | Vic. |
| 1938 | 9  | 恋は破れた             | 波岡惣一郎 | 永井荷風         | 菅原明朗   | Vic. |
| 1938 | 9  | 忘れもしません三年前   | 波岡惣一郎 | 永井荷風         | 菅原明朗   | Vic. |
| 1938 | 9  | どうぞこの身を         | 波岡惣一郎 | 永井荷風         | 菅原明朗   | Vic. |

- 会社の項の、Vic.は日本ヴィクター、Par.はパーロフォン、Pol.は日本ポリドール。
- 表の下4曲は、上記、永井荷風 - 菅原明朗のオペラ「葛飾情話」の中の唄で、

山野楽器のCD、「浅草オペラ 華ひらく大正浪漫」(YMCD-1056)(1998) に収録されている。